# آدم همفريز
آدم همفريز هو مخرج كندي، ولد في 15 ديسمبر 1982.